# Cobras de Terrebonne
 (mars 2022).
Si vous disposez d'ouvrages ou d'articles de référence ou si vous connaissez des sites web de qualité traitant du thème abordé ici, merci de compléter l'article en donnant les références utiles à sa vérifiabilité et en les liant à la section « Notes et références ».
Les Cobras de Terrebonne est une équipe québécoise de hockey sur glace. Elle fait partie de la Ligue de hockey junior du Québec (appelée Ligue de hockey junior AAA du Québec jusqu'en 2014). Elle joue ses matches à domicile à la Cité du Sport de Terrebonne.

## Histoire
L'équipe a été à l’origine créée en 1988 sous le nom des Cobras de Laval-Bourassa (1988-1991). Lors de la saison 1991-1992, l’équipe déménage à Montréal (Montréal-Nord) et prend le nom des Cobras de Montréal-Nord mais la franchise n’utilisera ce nom que pour une saison. Après la saison 1991-1992, l’équipe changera pour une troisième fois de nom et devient les Cobras de La Plaine. Cette équipe jouera sous ce nom pendant une période de onze ans (1992-2003). Après la saison 2002-2003, les cobras déménagent à Terrebonne pour devenir les cobras de Terrebonne (2003-actuellement).
Les Cobras de Terrebonne remportent leur première coupe NAPA en 2010. En 2017, ils remportent la Coupe Fred Page et leur deuxième Coupe NAPA.
L’équipe n’a jamais à ce jour remporté le championnat de la Coupe de la Banque Royale.